# Henryk Gotlib
Henryk Gotlib (ur. 10 stycznia 1890 w Krakowie, zm. 30 grudnia 1966 w South Godstone, Surrey) – polski artysta malarz, rzeźbiarz i literat.

## Życiorys
Urodził się 10 stycznia 1890 w Krakowie, w mieszczańskiej rodzinie Karola i Matyldy z Tillesów. Ukończył gimnazjum w Krakowie. W latach 1908–1910 studiował na Akademii Sztuk Pięknych w Krakowie pod kierunkiem Wojciecha Weissa, oraz na życzenie rodziców prawo na Uniwersytecie Jagiellońskim. Po dwóch latach przeniósł się do Wiednia, gdzie w latach 1911–1913 studiował na wydziale filozoficznym, potem do Monachium, gdzie od 27 kwietnia 1915 studiował w Akademii Sztuk Pięknych, w klasie rysunkowej Angela Janka.
Po wybuchu I wojny światowej zgłosił się ochotniczo do armii austriackiej, gdzie został przydzielony do obsługi prasowej w Warszawie. W roku 1919 powrócił do Krakowa i przyłączył się do ugrupowania formistów. W 1920 ochotniczo wstąpił do Wojska Polskiego, służył w 6 pułku artylerii polowej.
W latach 1923–1929 mieszkał we Francji, Włoszech i Anglii, uczestnicząc tam w wielu wystawach malarstwa. W 1928 został członkiem Towarzystwa Artystów Polskich w Paryżu. Nie tracił jednak kontaktu z krajem, był członkiem ugrupowań Zwornik i Grupy Krakowskiej, współpracował z teatrem artystów Cricot. W 1930 powrócił do Polski i dołączył do tzw. Grupy Dziesięciu. W latach 1930–1932 uczył malarstwa i rysunku w liceum plastycznym im. Mehoffera w Krakowie. W latach 1933–1935 przebywał we Włoszech, Grecji i Hiszpanii. W latach 1935–1936 był redaktorem naczelnym „Głosu Plastyków”, w latach 1936–1937 publikował w „Wiadomościach Literackich”. Zwiedzając wraz z żoną Kornwalię w końcu lata 1939, zaskoczony tam został przez wybuch II wojny światowej. Sprawiło to, że na stałe zamieszkał w Anglii, gdzie został członkiem otwartej dla emigrantów, artystycznej The London Group. W latach 1942–1945 był dyrektorem i wykładowcą Polish College of Art powołanego przez rząd RP w Londynie, w latach 1946–1949 dyrektorem i wykładowcą School of Art w Hampstead.
Malował martwe natury, pejzaże, akty i portrety. Oprócz malarstwa zajmował się ponadto grafiką, rzeźbą, scenografią i pedagogiką. Wydał dwie książki o sztuce: Polish Painting (Londyn 1942) i Wędrówki malarza (Warszawa, 1947).